# Marisa Comelli
Marisa Comelli (Udine, 5 febbraio 1965) è un'ex cestista italiana.

## Carriera
Con l'Italia ha disputato i Campionati mondiali del 1990.